# イノセント・デイズ
『イノセント・デイズ』は、早見和真によるミステリー小説。2013年4月号から2014年4月号まで『小説新潮』に掲載され、加筆修正ののち2014年8月20日に新潮社から単行本が刊行された。
2015年、第68回日本推理作家協会賞の長編及び連作短編集部門を受賞した。
死刑囚となった女性をその周りの人々の視点から描いたミステリーで、テレビや新聞が報じる事件の向こう側には何があるのかが描かれている。
2018年、WOWOWの連続ドラマWでテレビドラマ化された。

## あらすじ
プロローグ
横浜市緑区の木造アパートのドアの前にまかれた灯油に放火され、母親の美香と1歳の双子の姉妹が焼死する。夫の井上敬介は夜勤のため難を逃れる。田中幸乃（24歳）が逮捕され罪を認める。2年前に幸乃は交際相手の敬介から一方的に別れ話を持ち出され、捨てられることに怯えストーカー行為を繰り返す。敬介はその頃、美香と交際しており、美香の妊娠を機に携帯の番号を変え、現在のアパートに引っ越すが、半年前の不注意な送金により居所を知られ、再びストーカー行為が始まる。事件は世間の耳目を集め、幸乃の出生や、中学時代の強盗致傷事件などの過去も大々的に報道される。死刑判決が下り、幸乃は控訴しなかった。
丘の探検隊
幸乃の母親・田中ヒカルは17歳のとき妊娠し、横浜の丹下医院で堕胎を依頼する。丹下は自分はもう堕胎手術はできないと告げ、「その子を本当に愛し続ける覚悟があるのか」とたずねると、ヒカルは「覚悟だったら負けません」と答える。3ヶ月後にヒカルは「結婚することになった、この子を診てください」と丹下医院を再訪する。野田ヒカルは女の子を出産し幸乃と名付ける。1歳違いの陽子との4人家族は笑い声の溢れる幸せな家庭であった。幸乃が3年生のとき、近所の丹下翔、佐々木慎一、陽子と4人で「丘の探検隊」と称して一緒に遊び、誰かが悲しい思いをしたら、みんなで助けてあげることを約束する。
ヒカルの事故死
ヒカルの母親・田中美智子が野田家の周辺に現れるようになってから、近所の母親たちが野田家を見る目が変わっていき、学校でも二人は疎外感を感じるようになる。陽子は翔と慎一に相談するものの、慎一は逃げ、翔は「今は耐えろ」と言うだけである。ヒカルは神経が昂ると失神する持病をもっており、運転中に事故を起こし死亡する。初七日の法要のあと、父親は泥酔し、幸乃に拳をふるい、「俺に必要なのはお前じゃない」と口にする。父親の暴力はすぐに近所に知れ渡り、幸乃は幸乃が必要だとする美智子に引き取られる。
小曽根理子の罪を引き受けて
田中姓となった幸乃の小中学校時代は悲惨なものであった。中学生になると、美智子と付き合っている男性から性の対象とされ、美智子は嫌悪感を隠さない。中学校の唯一の友だちである小曽根理子とは読書好きという共通の趣味でつながっている。しかし、理子は皐月のグループに入り、プレゼントの要求に応えるため家からお金を持ち出す。それでも足りなくなり、幸乃と一緒に訪れた佐木古書店のレジからお金を取り出すところを店主の老女に見つかり、思わず突き飛ばしてしまう。理子は母親が悲しむと幸乃に身代わりを頼み、幸乃はあっさりそれを受け入れ、救護院に送られる。理子は皐月と決別し、罪の十字架を背負って生きていく。
井上敬介に捨てられて
幸乃は救護院で心の守り方を徹底的に学んだ。しかし、井上敬介はその扉をこじ開ける。敬介に邪険にされても、別れ話を切り出されても、幸乃は自分を必要だと言ってくれた敬介から離れられない。人生を賭けて敬介に従ってきた幸乃は納得できないと繰り返し、暴力沙汰となる。二人の不思議な関係をずっと見てきた敬介の友人の八田聡が、ボロボロになる前に別れた方がいいと忠告すると、幸乃は怒りを込めて「彼に甘えているのは私の方です。彼に捨てられたら私は生きている価値が無い」と返す。幸乃が発した最初で最後の電話に聡は出られず、放火事件が起こる。聡は幸乃の人生を変えることができたのではと苦悩する。
ずっと死にたいと思っていた
敬介から別れ話があってから2年が過ぎ、幸乃は24歳の誕生日を抗不安剤を手放せない状態で迎えた。仕事も3ヶ月前に辞めている。ヒカルが死んで以来、幸乃はずっと死にたいと思っていたが、絶望するたびに自分を生かそうとしてくれる人が現れた。敬介が自分の前から姿を消したときは取り乱したものの、次第に落ち着き、あとは誰にも迷惑をかけず、静かに死ねる場所を探すつもりだった。しかし、4ヶ月前に敬介の居場所が分かり、彼と家族を見てしまい、精神のバランスは崩壊する。事件の日も敬介のアパート周辺をうろつき、近くの公園から八田に電話をするが応答はなく、部屋に戻り大量の抗不安剤を摂取し眠りに落ちる。
丹下翔と佐々木慎一
丹下翔は弁護士となっており、関連する情報を集める中で、幸乃と関わりをもつ八田聡と佐々木慎一について知る。翔が幸乃との2回目の面会で口にした「犯した罪と向かい合おうとしない」という言葉は幸乃をひどくいらだたせる。一方、慎一は佐木古書店の事件の真相を知っており、さらに、傍聴した裁判で幸乃にまっすぐ見据えられ、放火事件も冤罪ではないかと考える。八田は慎一を放火事件の真相を知っているらしい老婆に引き合わせる。慎一は老婆に何度もメールするが返信はない。死刑判決後6年目の春に慎一は横浜の「丘の秘密基地」を訪ね、満開の桜を目にする。
死刑執行
慎一は帰りの電車内で夢中で幸乃への手紙を書き、母親に桜の花びらをロウで固めてもらい同封する。幸乃からの返信には生きることを放棄する内容が綴られている。慎一は幸乃の文面の一部を挿入したメールを老婆に出し、9月15日に放火事件の真相を聞く。同じ頃、幸乃の死刑執行命令が出される。9月15日に刑務官が出房を告げたとき、幸乃は便せんを持っており、そこからこぼれたピンクの花びらをすりガラスの方に掲げる。その表情には濁りはない。幸乃は女性刑務官の佐渡山に「私を必要としてくれる人に見捨てられるのが怖いんです」という言葉を残し、左手に桜の花びらを握りしめながら執行室に入っていく。

## 登場人物
田中幸乃
元恋人の家に放火した罪で死刑判決を受け服役中。事件前には何度も整形手術を受けていて「整形シンデレラ」とマスコミから呼ばれている。母・ヒカルと同じ持病を持っている。
佐々木慎一
幸乃の幼馴染。子どもの頃から「丘の探検隊」という仲間を組み幸乃のことを助けていた。幸乃が小曾根と一緒にいたところを偶然見ており、幸乃が無罪であると判決を覆そうと尽力する。
丹下翔
幸乃と慎一の幼馴染。「丘の探検隊」の仲間。弁護士で、幸乃のニュースを知り支援団体を立ち上げる。
野田ヒカル
幸乃の母親。シングルマザーになるところを結婚し、幸乃を出産した後は幸せな家庭を築いていたが、幸乃が小学生の頃に車を運転中、持病の発作を起こして交通事故で亡くなる。
田中美智子
幸乃の祖母。スナックを営んでいる。娘のヒカルが亡くなり、孫の幸乃を強引に引き取る。
小曾根理子
中学の時に孤立していた幸乃の唯一の友達。当時、幸乃にある身代わりを頼み罪悪感を抱えている。今は翻訳家の仕事に就いている。
倉田陽子
幸乃の義姉で母の再婚相手の連れ子。子どもの頃から「丘の探検隊」の仲間とともに母と同じ病気を持つ妹を支えていた。
丹下健生
幸乃の母・ヒカルが17歳で幸乃を出産した時に立ち会った産婦人科医で、丹下翔の祖父。
井上敬介
幸乃の元恋人。破局後、別の女性と結婚し双子の子どもを授かるが、幸乃はストーカー行為をエスカレートさせていく。
八田聡
幸乃の元恋人・敬介の親友。2人が付き合っていた時の事をよく知っており、マスコミが報じる幸乃の実像がかけ離れていると感じている。
草部武
放火事件があった井上家が住んでいたアパートの大家の老人。幸乃を家に上げて話を聞いたこともある。
佐渡山瞳
幸乃を担当する女性刑務官。丹下翔との面会の様子や佐々木慎一からの手紙を読んだ幸乃の様子や、普段の幸乃に接するうちに冤罪ではないかとの疑念を持つ。

## テレビドラマ
2018年3月18日から4月22日まで、毎週日曜日22時 - 23時にWOWOWの連続ドラマWで放送された。全6話。
妻夫木聡が主演し企画も担当。
2014年、妻夫木が主演した映画『ぼくたちの家族』の原作者・早見和真が執筆した本作に妻夫木が惚れ込み、ドラマ化を強く熱望し実現した。

### キャスト

#### 主要人物
- 佐々木慎一 - 妻夫木聡（中学時代：杉田雷麟）
- 田中幸乃 - 竹内結子（中学時代：清原果耶）
- 丹下翔 - 新井浩文
- 佐渡山瞳 - 芳根京子

#### その他
- 佐々木朋子 - 原日出子
- 田中美智子 - 余貴美子
- 倉田陽子 - ともさかりえ
- 小曾根理子 - 長谷川京子（中学時代：池田朱那）
- 井上敬介 - 池内博之
- 八田聡 - 山中崇
- 野田ヒカル - 佐津川愛美
- 草部武 - 石橋蓮司
- 水野恭子 - 馬渕英里何
- 井上美香 - 芦名星
- 皐月 - 越後はる香

### スタッフ
- 監督 - 石川慶
- 企画 - 妻夫木聡、井上衛、鈴木俊明
- プロデューサー - 井上衛、橘佑香里、平部隆明
- 脚本 - 後藤法子
- 音楽 - 窪田ミナ
- 製作 - WOWOW、ホリプロ

| WOWOW 連続ドラマW枠                        | WOWOW 連続ドラマW枠                            | WOWOW 連続ドラマW枠                     |
| 前番組                                     | 番組名                                         | 次番組                                  |
| ------------------------------------------ | ---------------------------------------------- | --------------------------------------- |
| 監査役 野崎修平 （2018年1月14日 - 3月4日） | イノセント・デイズ （2018年3月18日 - 4月22日） | 60 誤判対策室 （2018年5月6日 - 6月3日） |